# Paul Goodman (pisarz)
Paul Goodman (ur. 9 września 1911 w Nowym Jorku, zm. 2 sierpnia 1972 w North Stratford) – amerykański powieściopisarz, dramatopisarz, poeta i psychoterapeuta, chociaż najbardziej znany jako krytyk społeczny, anarchistyczny filozof oraz intelektualista. Często uważany za socjologa, jednak podczas wystąpienia w Experimental College w San Francisco State w 1964 stanowczo temu zaprzeczył i powiedział, że nie może czytać publikacji socjologicznych, ponieważ to nauka bez życia. Autor wielu książek, m.in. Growing Up Absurd i The Community of Scholars. Był działaczem w pacyfistycznej lewicowej partii w latach sześćdziesiątych oraz osobą inspirującą studentów tamtej epoki. Był terapeutą przez wiele lat oraz współwynalazcą Gestalt Therapy w latach czterdziestych i pięćdziesiątych.